# Abdolrahim Mousavi
Sayyid Abdolrahim Mousavi (en persan : سید عبدالرحیم موسوی), né en 1960 à Qom, est un militaire iranien. Il est chef d'état-major d'armée de terre de la république islamique d'Iran du 21 août 2017 à juin 2025, après avoir été le second à partir de 2008.
En décembre 2022, Mousavi ainsi que plusieurs responsables locaux du corps des gardiens de la révolution islamique sont sanctionnés par l'Union européenne pour leurs activités pendant la répression des manifestations consécutives à la mort de Mahsa Amini. L'UE lui reproche d'avoir décrit les manifestations comme une révolte organisée par des ennemis de l'Iran, justifiant ainsi l'intervention de l'armée pour lutter contre une menace étrangère. Il est ainsi accusé de violations des droits humains.
Le 13 juin 2025, il devient chef d'état-major des forces armées iraniennes après la mort de son prédécesseur Mohammad Hussein Baqeri au déclenchement des bombardements israéliens sur l'Iran. 

## Carrière

### Jeunesse
La carrière militaire de Mousavi a débuté en 1979. Pendant la guerre Iran-Irak (1980-1988), il a servi dans les unités d'artillerie de l'armée iranienne sur différents fronts, notamment au sein de la 28e division du Kurdistan dans la province du Kurdistan et du 33e groupe d'artillerie dans la province du Khuzestan. 
De 1999 à 2005, il est chef d'état-major interarmées des forces terrestres. De 2008 à 2016, il est commandant en chef adjoint de l'armée iranienne. De 2016 à 2017, il est chef d'état-major adjoint des forces armées iraniennes. En 2017, il est promu de général de brigade à général de division et, d'août 2017 à juin 2025, il est chef d'état-major des forces terrestres.

### Homme fort de l'armée
En août 2017, il a déclaré que « l'esprit de martyre et de jihad du peuple iranien » rendait impossible pour les États-Unis et leurs alliés d'attaquer militairement l'Iran. En janvier 2018, il a qualifié les États-Unis de « Grand Satan ». Cette année-là, il a également déclaré que son « plus grand souhait est l'anéantissement d'Israël».
En septembre 2019, il a déclaré que les États-Unis étaient « comme un animal qui vous poursuivrait si vous vous enfuyiez, et qui s'enfuirait si vous les attaquiez ». En janvier 2020, après les avertissements du président américain Donald Trump, il a déclaré que les États-Unis n'avaient pas le « courage d'initier » un conflit avec l'Iran.
En avril 2023, Mousavi a déclaré qu'Israël était « trop petit pour être considéré comme une menace pour la République islamique d'Iran». En mai 2025, Mousavi a rejeté les commentaires des responsables israéliens en les qualifiant de “fanfaronnades” et a déclaré que « les dirigeants israéliens n'ont pas la capacité de nuire à la grandeur de l'Iran ».
Le 13 juin 2025, le guide suprême de l'Iran Ali Khamenei nomme Mousavi chef d'état-major des forces armées, à la suite de l'assassinat de son prédécesseur Mohammad Bagheri lors des frappes israéliennes sur l'Iran.

## Sanctions
En mars 2023, Mousavi a été sanctionné par l'Office of Foreign Assets Control (OFAC) du département du Trésor des États-Unis pour de graves violations des droits de l'homme. L'OFAC a déclaré que, lors des manifestations économiques de novembre 2019 et des manifestations consécutives à la mort de Mahsa Amini en septembre 2022, les troupes sous son commandement "ont utilisé des mitrailleuses pour tirer sans discrimination sur les foules de manifestants". Il figure également sur les listes de sanctions de l'Union européenne, du Royaume-Uni et de l'Australie pour de graves violations des droits de l'homme.

## Récompenses
Le 10 mars 2024, le Guide suprême Ali Khamenei a décerné à Mousavi la médaille de l'Ordre de Fath (également connue sous le nom de Médaille de la Victoire) pour avoir " amélioré le pouvoir de défense, de combat et de dissuasion " des forces armées iraniennes. Le même jour, une médaille a également été décernée au commandant en chef du Corps des gardiens de la révolution islamique, Hossein Salami.